# Ilija Trojanow

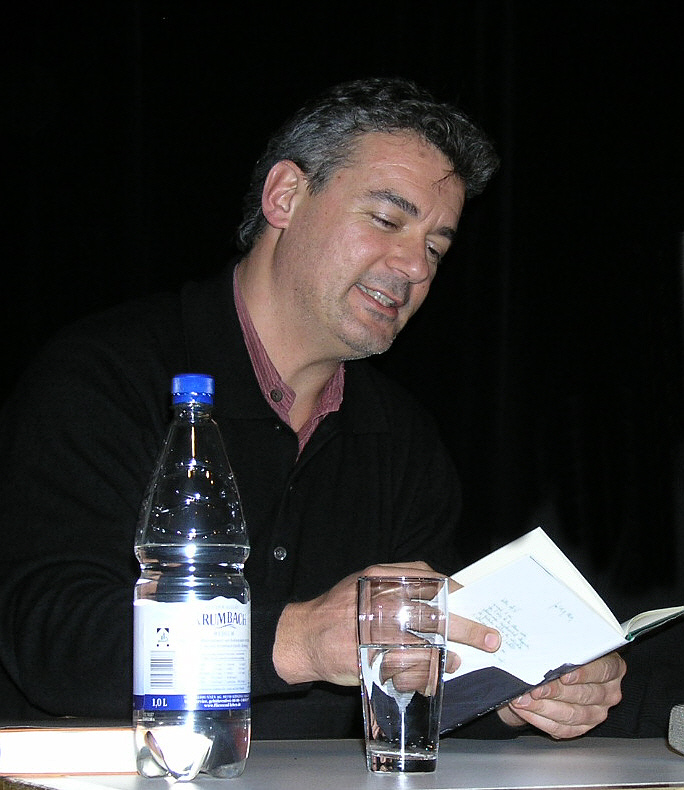
Ilija Trojanow při autorském čtení

Ilija Trojanow (cyrilice Илия Троянов; * 23. srpna 1965, Sofie, Bulharsko) je německý spisovatel, překladatel a nakladatel bulharského původu.

## Život
Narodil se v bulharské Sofii. V roce 1971 utekl jako šestiletý chlapec společně se svojí rodinou z Bulharska přes Jugoslávii a Itálii do Německa, kde také obdržel politický azyl. Krátce poté avšak vyrůstal v Keni, neboť zde získal jeho otec zaměstnání na pozici inženýra. Po maturitě vystudoval na univerzitě v Mnichově etnologii a právo.
Je zakladatelem nakladatelství Kyrill & Method Verlag a Marino Verlag.
V roce 2003 vykonal tzv. hadždž, tj. pouť do Mekky, jejímuž tématu věnoval i svoji knihu.

## Publikační činnost

### Přehled děl v originále (výběr)
- Meine Olympiade: Ein Amateur, vier Jahre, 80 Disziplinen. 2. vyd. S. FISCHER, 2016. 336 S.
- Macht und Widerstand: Roman. 2. vyd. S. FISCHER, 2015. 480 S.
- Der überflüssige Mensch. Dt. Taschenbuch-Verlag (dtv), 2015. 96 S.
- EisTau: Roman. Dt. Taschenbuch-Verlag (dtv), 2014. 176 S.
- Angriff auf die Freiheit: Sicherheitswahn, Überwachungsstaat und der Abbau bürgerlicher Rechte. Dt. Taschenbuch-Verlag (dtv), 2010. 176 S. (spoluautor, společně s autorkou Juli Zeh)
- Der entfesselte Globus: Reportagen. Dt. Taschenbuch-Verlag (dtv), 2010. 208 S.
- Der Weltensammler: Roman. Dt. Taschenbuch-Verlag (dtv), 2007. 528 S.
- Zu den heiligen Quellen des Islam. Als Pilger nach Mekka und Medina". Hamburg: Malik, 2004. 166 S.
- Die Welt ist groß und Rettung lauert überall: Roman (1996)

### České překlady z němčiny
- Sběratel světů (orig. Der Weltensammler: Roman[8]). 1. vyd. Brno: Host, 2008. 447 S. Překlad: Renáta Tomanová
- Moje Afrika : mýty a všední realita (orig. In Afrika). 1. vyd. Praha: Ikar, 2004. 238 S. Překlad: Václav Klumpar
- Moc a vzdor (orig. Macht und Widerstand). 1. vyd. Praha: Akropolis, 2018. 448 S. Překlad: Radka Denemarková